# Рондос (район)
Рондос (исп. Distrito de Rondos) — один из 7 районов, составляющих провинцию Лаурикоча  департамента Уануко под управлением регионального правительства Уануко, Перу. На севере ограничивается округом Ла-Унион (провинция Дос-де-Майо), на северо-востоке граничит с районами Обас, Кауак и Чакабамба (провинция Яровилька), на юге с районом Баньос, на востоке с районами Сан-Франциско-де-Асис и Дживия и на западе с округом Уалланка (провинция Болоньези, Анкаш).

## Топонимы
Слово Rondos является фонемизацией кечуа-слова runtu, что по-испански означает град, а также птичье яйцо. Безразлично это говорят рунто (mestizos) или runtu (нативный), что также имеет значение тяжелой вещи. Некоторые города имеют названия Рондос, такие как Сан-Антонио-де-Рондос (провинция Уануко), Рондос (район М. Дамасо Бераун), Рондос (район Монзон) и другие.

## История
Район Рондос был создан 27 декабря 1932 года законом № 7665. Законом № 26458 от 31 мая 1995 года он был выделен из провинции Дос-де-Майо и включен в провинцию Лаурикоча.

## Административный центр
Административным центром является город Рондос, расположенный на высоте 3 566 метров над уровнем моря на склонах одноименного холма и на западном берегу верховья реки Мараньон, на красивом плато, уникальном в своем роде. Город имеет отлично очерченные зоны отдыха, такие как футбольный стадион, арены для боя быков, мультиспортивные плиты, рынок сбыта.

## География
Район имеет номер № 101005 и охватывает 328,48 км².

### Местоположение
Расположенный в северной и северо-западной части провинции Лаурикоча, он граничит на севере с районами Чакабамба и Ла-Унион; на юге, с районами Баньос и Дживия; на востоке, с районом Сан-Франциско-де-Асис (кап. Уарин); на западе, с районом Ла-Унион.

### Топография
Поверхность района крутая, потому что он чередуется с ангостурами, плато, холмами, разливами и возвышениями.

### Гидрография
Основными реками являются Нупе и Мараньон, последняя зарождается у подножия плато Рондос, когда первая впадает в реку Лаурикоча, которая течет с юго-востока. Среди его основных лагун Уткукоча и Туктокоча.

### Погода
В соответствии с зоной жизни района преобладает очень влажный тропический лес Монтано (bmh-MT), по этой причине климат полусухой, сухой и холодный. В течение года погода разная, холодная, умеренно сухая и меняется в зависимости от уровня расположения деревень или деревень, а также от времени года.

## Туристические достопримечательности
Выдающиеся и ценные лагуны Уткукоча и Туктокоча выделяются среди остальных достопримечательностей. Кроме того, археологические памятники Торга, Шансос, Гангуиш; Каменный лес «Пирамиды Атавильки», следы королевской дороги инков, сверхъестественные семь минометов, археологические остатки Телар Мачай, колониальная колокольня и храм Чико де Рондос.